# Flugsnapparvanga
Flugsnapparvanga (Pseudobias wardi) är en fågel i familjen vangor inom ordningen tättingar.

## Utseende och läte
Flugsnapparvangan är en liten svartvit vanga som är märkligt lik en monark. Fågeln är svart ovan med vitt på vingarna. Undersidan är vit med svart bröstband. Runt ögat syns en ljusblå ögonring. Lätet består av en kort drill.

## Utbredning och systematik
Fågeln placeras som enda art i släktet Pseudobias och förekommer i regnskog på östra Madagaskar. Den behandlas som monotypisk, det vill säga att den inte delas in i några underarter.

## Levnadssätt
Flugsnapparvangan hittas i regnskog på medelhög höjd. Där ses den i par i trädtaket, ibland som en del av kringvandrande artblandade flockar.

## Status
Arten har ett stort utbredningsområde och internationella naturvårdsunionen IUCN kategoriserar arten som livskraftig. Beståndsutvecklingen är dock oklar.